# Bill Roberts (jugador de bàsquet)
William "Bill" Roberts (nascut el 13 de març de 1925 en Fort Wayne, Indiana) fou un jugador de bàsquet nord-americà que va disputar dues temporades entre la BAA i l'NBA, a més de jugar en la PBLA, la NPBL i l'ABL. Amb 2,06 metres d'alçada, jugava en la posició de pivot.

## Trajectòria esportiva

### Universitat
Va jugar durant la seva etapa universitària amb els Cowboys de la Universitat de Wyoming.

### Professional
Va començar la seva marxa professional en la PBLA, i després de desaparèixer la lliga va fitxar pels Chicago Stags de la BAA, els qui ho van traspassar a Boston Celtics després de només dos partits. Allí va jugar 26 partits en els quals va obtenir una mitjana de 3,1 punts, sent posteriorment enviat a St. Louis Bombers, on en la seva única temporada completa en l'equip, ja en l'NBA, va obtenir una mitjana de 2,7 punts per partit.
Després de la desaparició de l'equip, es va produir un draft de dispersió, sent triat pels Baltimore Bullets, els qui finalment no van comptar amb ell. Va fitxar llavors pels Louisville Alumnites de la NPBL, on va jugar una temporada en la qual va obtenir una mitjana de 3,8 punts per partit, acabant la seva carrera en els Scranton Miners.

#### Estadístiques en la BAA i l'NBA

##### Temporada regular
| Temporada | Edat | Equip             | Lliga | P   | TIT | MIN | TC  | TCA | %TC  | 3P | 3PA | %3P | TL  | TLA | %TL  | R.of. | R.DEF. | REB | ASIS | ROB | TAP | PER | FP  | PTS |
| 1948-49   | 23   | TOTAL             | BAA   | 50  |     |     | 1.8 | 5.3 | .333 |    |     |     | 0.9 | 1.3 | .698 |       |        |     | 0.8  |     |     |     | 2.3 | 4.4 |
| 1948-49   | 23   | Chicago Stags     | BAA   | 2   |     |     | 0.5 | 1.5 | .333 |    |     |     | 0.0 | 0.0 |      |       |        |     | 0.0  |     |     |     | 1.0 | 1.0 |
| 1948-49   | 23   | Boston Celtics    | BAA   | 26  |     |     | 1.4 | 4.2 | .330 |    |     |     | 0.3 | 0.7 | .474 |       |        |     | 0.5  |     |     |     | 1.3 | 3.1 |
| 1948-49   | 23   | St. Louis Bombers | BAA   | 22  |     |     | 2.4 | 7.0 | .335 |    |     |     | 1.6 | 2.0 | .795 |       |        |     | 1.3  |     |     |     | 3.5 | 6.3 |
| 1949-50   | 24   | St. Louis Bombers | NBA   | 67  |     |     | 1.1 | 3.3 | .347 |    |     |     | 0.4 | 0.6 | .718 |       |        |     | 0.4  |     |     |     | 1.3 | 2.7 |
| Total     |      |                   | TOTAL | 117 |     |     | 1.4 | 4.2 | .339 |    |     |     | 0.6 | 0.9 | .706 |       |        |     | 0.6  |     |     |     | 1.7 | 3.5 |
|           |      |                   | NBA   | 67  |     |     | 1.1 | 3.3 | .347 |    |     |     | 0.4 | 0.6 | .718 |       |        |     | 0.4  |     |     |     | 1.3 | 2.7 |
|           |      |                   | BAA   | 50  |     |     | 1.8 | 5.3 | .333 |    |     |     | 0.9 | 1.3 | .698 |       |        |     | 0.8  |     |     |     | 2.3 | 4.4 |

##### Desempats
| Temporada | Edat | Equip             | Lliga | P | MIN | TCA | TC | 3PA | 3P | TLA | TL | R.of. | REB | ASIS | ROB | TAP | PER | FP | PTS | %TC  | %3P | %FT  | MIN | PTS  | REB | AST |
| 1948-49   | 23   | St. Louis Bombers | BAA   | 2 |     | 10  | 29 |     |    | 2   | 5  |       |     | 2    |     |     |     | 10 | 22  | .345 |     | .400 |     | 11.0 |     | 1.0 |
| Total     |      |                   | BAA   | 2 |     | 10  | 29 |     |    | 2   | 5  |       |     | 2    |     |     |     | 10 | 22  | .345 |     | .400 |     | 11.0 |     | 1.0 |